# Captiva Island
Captiva Island est une île du comté de Lee, au sud-ouest de la Floride, aux États-Unis.
Captiva Island est située offshore dans le golfe du Mexique, juste au nord de l'île de Sanibel. Elle est occupée par la localité de Captiva.